# Acanthonevra nigrolimbata
Acanthonevra nigrolimbata är en tvåvingeart som först beskrevs av Chen och Zia 1963.  Acanthonevra nigrolimbata ingår i släktet Acanthonevra och familjen borrflugor. Inga underarter finns listade i Catalogue of Life.